# Forno elettrico ad arco

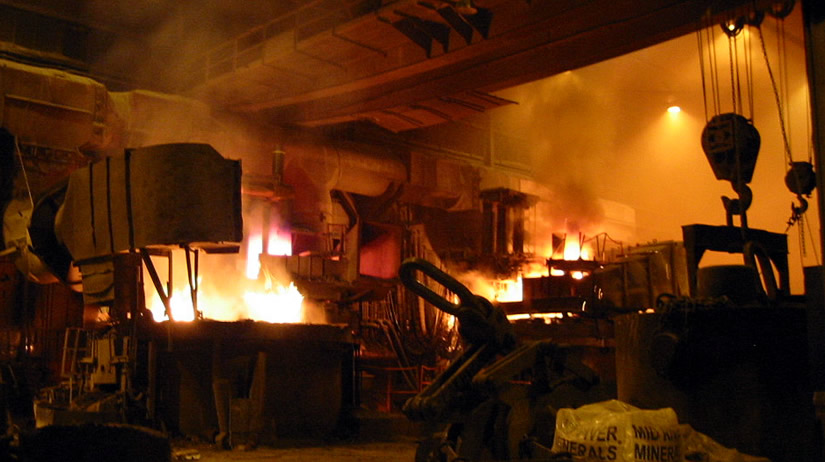
Acciaieria con due forni ad arco

Il forno elettrico ad arco (FEA), in inglese Electric Arc Furnace (EAF) è utilizzato in metallurgia per la produzione dell'acciaio a partire dal rottame e per la produzione di silicio monocristallino dai minerali a base silicio in cui è molto presente.
Utilizzato per il riciclaggio del rottame di ferro o dell'acciaio inossidabile (Inox). Recentemente viene usato anche per la fusione di materiale preridotto da minerale, o bricchette di ghisa, qualora la disponibilità di rottame sia insufficiente o economicamente svantaggiosa.
Il rottame viene fuso tramite un arco elettrico che viene scoccato da tre elettrodi cilindrici consumabili in grafite, che entrano all'interno del crogiolo del forno dalla volta.

## Tipologia

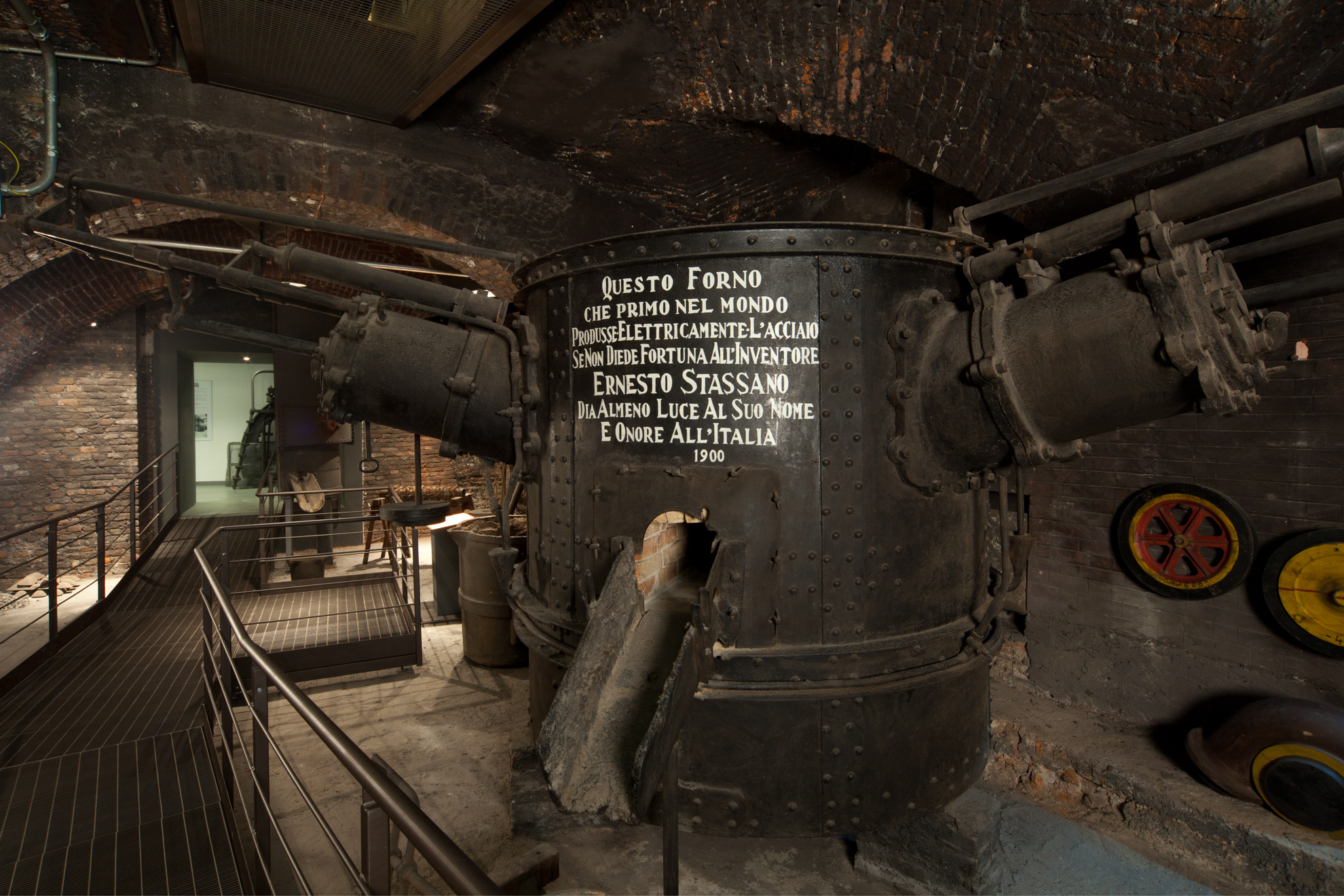
Forno elettrico ad arco indiretto, detto forno Stassano, 1910. Esposto al Museo nazionale della scienza e della tecnologia Leonardo da Vinci di Milano.

Esistono due tipi di forni ad arco elettrico:
- Forno ad arco elettrico a corrente alternata (AC): caratterizzato dalla presenza di tre elettrodi, disposti in linea (i più utilizzati) o formanti tra loro un triangolo equilatero.

L'arco scocca direttamente tra ciascun elettrodo e il rottame. Una volta raggiunto un certo livello di bagno liquido (metallo allo stato fuso), viene aumentata progressivamente la distanza tra elettrodo e metallo fuso, generando calore per effetto Joule, nell'attesa che l'intero carico di rottame raggiunga il punto di fusione.
L'arco elettrico più lungo permette di usare maggior potenza elettrica. Allo scopo di evitare un eccessivo irraggiamento della parete metallica del forno, si cerca di generare un'adeguata quantità di scoria che funge da isolante termico.
- Forno ad arco elettrico a corrente continua (DC): a differenza del forno a corrente alternata, questo tipo di forno ha un unico elettrodo posto centralmente.

L'arco viene scoccato tra elettrodo (catodo) e tre "anodi" posti sul fondo del forno, a triangolo. In questo modo la corrente elettrica viene costretta a passare attraverso il rottame, fondendolo.

In entrambi i casi, si cerca di evitare il contatto tra elettrodo e rottame che porterebbe a un'usura prematura dell'elettrodo stesso (o a rischio di rottura meccanica) ma anche a un'elevata e incontrollabile concentrazione di carbonio nell'acciaio fuso.

Un'ulteriore distinzione può essere fatta in base al metodo di spillaggio:
- Forno a becco (spout) : L'acciaio fuso e scorificato viene spillato (generalmente in siviera) mediante un'apertura a forma di becco presente su un lato del forno.
- Forno con foro di spillaggio (EBT, Eccentric Bottom Tapping): L'acciaio fuso e scorificato viene spillato mediante l'apertura di un foro situato nella parte inferiore del forno. Tale foro, rivestito di materiale refrattario, viene mantenuto chiuso durante le operazioni di fusione, da una paletta mobile. Al momento dello spillaggio (tapping) la paletta viene rimossa (mediante dispositivi pneumatici o oleodinamici) permettendo l'efflusso dell'acciaio. A tapping avvenuto, la paletta viene richiusa e un operatore sigilla il foro con della sabbia refrattaria.

## Costruzione
Il forno ad arco è generalmente costituito da tre elementi
- Tino inferiore : è una struttura metallica rivestita internamente di refrattario. E appoggiato su una piattaforma basculante che permette di cambiare inclinazione del forno per le operazioni di scorifica e spillaggio. Contiene, durante le operazioni del forno, sia l'acciaio fuso (o in fusione) che la scoria
- Tino superiore : è una gabbia metallica che alloggia dei pannelli raffreddati ad acqua. Ha lo scopo di contenere il materiale che viene versato nel forno per essere fuso. Viene fissato meccanicamente al tino inferiore, diventando di fatto un corpo unico, smontabile per le operazioni di manutenzione
- Volta : È il "coperchio" del forno. È sostenuto dal ponte, mobile, che ne permette il sollevamento e la rotazione allo scopo di aprire il forno per le operazioni di carica. Generalmente è realizzato in struttura metallica raffreddata ad acqua. Presenta un'apertura superiore per il passaggio degli elettrodi, un gomito (quarto foro) per l'aspirazione dei fumi prodotti durante la fusione e, talvolta, un'ulteriore apertura per la carica degli additivi (quinto foro)